# 趙夢日
趙夢日（1545年—？），字應瑞，浙江紹興府會稽縣籍，山陰縣人，明朝政治人物。

## 生平
萬曆四年（1576年）丙子科順天府鄉試第十名，萬曆五年（1577年）聯捷丁丑科會試第二百三十四名，登三甲第二百零五名進士。官江西分宜县知县。

## 家族
曾祖趙祺，曾任七品散官；祖父趙溥；父趙棠。母周氏。具慶下。